# Cyclospora caryolytica
Cyclospora caryolytica – gatunek pasożytniczych pierwotniaków należący do rodziny Eimeriidae z podtypu Apicomplexa, które kiedyś były klasyfikowane jako protista. Powoduje chorobę pasożytniczą zwaną cyklosporozą (Cyclosporosis). Występuje jako pasożyt gryzoni. C. caryolytica cechuje się oocystą zawierającą dwie sporocysty. Z kolei każda sporocysta zawiera dwa sporozoity.
Obecność tego pasożyta stwierdzono u kreta szczotkoogoniastego (Parascalops breweri), Scapanus latimanus, Talpa europea, Talpa micrurua należącego do rzędu owadożernych (Insectivora).